# Nearchaster fisheri
Nearchaster fisheri är en sjöstjärneart som beskrevs av Doderlein 1921. Nearchaster fisheri ingår i släktet Nearchaster och familjen nålsjöstjärnor. Inga underarter finns listade i Catalogue of Life.